# Gregor Aminoff
Gregor Carl Georg Aminoff, född 28 mars 1872 i Malmö, död 18 mars 1934 i Oscars församling i Stockholm, var en svensk militär och kabinettskammarherre.

## Biografi
Aminoff blev underlöjtnant vid Livgardet till häst 1892, och ryttmästare 1909. Han blev officer i prins Eugens stab 1902 och adjutant där 1909. Sistnämnda år blev Aminoff adjutant hos kung Gustaf V och även kabinettskammarherre vid kungliga hovstaterna.
Gregor Aminoff var son till Georg Aminoff, en son till Ivan Feodor Aminoff, och Eugénie Röhss. Aminoff fick tre barn, bland vilka märks Georg och Alexis Aminoff.
Gregor Aminoff är begraven på Norra begravningsplatsen utanför Stockholm.

## Utmärkelser

### Svenska utmärkelser
- Konung Oscar II:s och Drottning Sofias guldbröllopsminnestecken, 1907.[3]
- Konung Gustaf V:s jubileumsminnestecken med anledning av 70-årsdagen, 1928.[4]
- Kommendör av första klassen av Nordstjärneorden, 6 juni 1926.[5]
- Kommendör av andra klassen av Nordstjärneorden, 6 juni 1922.[6]
- Riddare av Nordstjärneorden, 1916.[7]
- Riddare av första klassen av Svärdsorden, 1913.[8]

### Utländska utmärkelser
- Storkorset av Etiopiska Stjärnorden, tidigast 1921 och senast 1925.[9][10]
- Storkorset av Monacos Karl den heliges orden, tidigast 1928 och senast 1931.[4][11]
- Kommendör av Monacos Karl den heliges orden, senast 1915.[3]
- Storkorset av Spanska Civilförtjänstorden, tidigast 1928 och senast 1931.[4][11]
- Storofficer av Nederländska Oranienhusorden, tidigast 1921 och senast 1925.[9][10]
- Kommendör av andra graden av Danska Dannebrogorden, senast 1915.[3]
- Kommendör av Franska Hederslegionen, tidigast 1918 och senast 1921.[9][12]
- Officer av Italienska kronorden, senast 1915.[3]
- Fjärde klassen av Thailändska kronorden, senast 1915.[3]
- Riddare av första klassen av Oldenburgska hus- och förtjänstorden, senast 1915.[3]
- Riddare med vita korset av Spanska Militärförtjänstorden, senast 1915.[3]
- Fjärde klassen av Osmanska rikets Meschidie-orden, senast 1915.[3]